# Mandevilla novocapitalis
Mandevilla novocapitalis är en oleanderväxtart som beskrevs av Markgr.. Mandevilla novocapitalis ingår i släktet Mandevilla och familjen oleanderväxter. Inga underarter finns listade i Catalogue of Life.